# Deutsche Wasserball-Liga 2013-2014 (maschile)
La Deutsche Wasserball-Liga 2013-2014 è stata la 94ª edizione del torneo. Le gare della stagione regolare sono iniziate il 19 ottobre 2013 e si sono concluse l'8 marzo. I playoff hanno invece avuto inizio il 5 aprile con gara-1 dei quarti di finale e si sono conclusi con gara-5 della finale il 24 maggio.
Le squadre partecipanti sono sedici, e sono suddivise in due gironi da otto squadre ciascuno in base alla classifica finale della stagione precedente: le prime otto sono inserite nel girone A, le rimanenti, tra cui le due neopromosse, nel girone B. A stagione regolare conclusa, le prime quattro del gruppo A si qualificano automaticamente ai quarti di finale dei playoff per il titolo, mentre le qualificate dal 5º all'8º posto del girone A e quelle dal 1º al 4º posto del girone B si affrontano in quattro spareggi con i seguenti incroci: A5 vs B4, A6 vs B3, A7 vs B2, A8 vs B1. Le squadre vincitrici di questi quattro spareggi raggiungono le altre quattro nei quarti di finale dei playoff per il titolo. Le quattro perdenti invece si aggiungono alle squadre posizionate dal 5º all'8º posto del gruppo B nei playout per evitare i due ultimi posti che significano retrocessione.

## Squadre partecipanti
| Club            | Città           | Piscina                      | Stagione 2012-2013   |
| --------------- | --------------- | ---------------------------- | -------------------- |
| Bayer Uerdingen | Krefeld         | Vereinsbad Kraglufthalle     | 5° in DWL            |
| Cannstatt       | Stoccarda       | Alfred-Reichle-Bad           | 4° in DWL            |
| Duisburg        | Duisburg        | Schwimmstadion Wedau         | Campione di Germania |
| Duisburger '98  | Duisburg        | Schwimmstadion Wedau         | 14° in DWL           |
| Esslingen       | Stoccarda       | Inselbad Untertürkheim       | 7° in DWL            |
| Fulda           | Fulda           | Sportbad Ziehers             | Neopromossa          |
| Krefeld         | Krefeld         | Badezentrum Bockum           | 13° in DWL           |
| Neukölln Berlin | Berlino         | SL Schöneberg                | 6° in DWL            |
| Neustadt        | Neustadt a/W    | Stadionbad Neustadt a/W      | 12° in DWL           |
| Plauen          | Plauen          | Stadtbad Plauen              | Neopromossa          |
| Potsdam         | Potsdam         | Schwimmhalle am Brauhausberg | 11° in DWL           |
| Spandau         | Berlino         | SL Schöneberg                | 2° in DWL            |
| Waspo Hannover  | Hannover        | S'bad Hannover/LLZ Hannover  | 3° in DWL            |
| Wedding         | Berlino         | Kombibad Seestraße           | 10° in DWL           |
| Weiden          | Weiden i.d.OPf. | Weidener Thermenwelt         | 9° in DWL            |
| White Sharks    | Hannover        | S' Hannover/LLZ Hannover     | 8° in DWL            |

## Regular season

### Girone A
|  | Pos. | Squadra         | Pt | G  | V  | N | P  | GF  | GS  | DR   |
|  | ---- | --------------- | -- | -- | -- | - | -- | --- | --- | ---- |
|  | 1.   | Spandau         | 39 | 14 | 13 | 0 | 1  | 196 | 91  | +105 |
|  | 2.   | Duisburg        | 36 | 14 | 12 | 0 | 2  | 211 | 96  | +115 |
|  | 3.   | Waspo Hannover  | 30 | 14 | 10 | 0 | 4  | 181 | 111 | +70  |
|  | 4.   | Cannstatt       | 20 | 14 | 6  | 2 | 6  | 115 | 159 | -44  |
|  | 5.   | Esslingen       | 17 | 14 | 5  | 2 | 7  | 141 | 166 | -25  |
|  | 6.   | White Sharks    | 15 | 14 | 5  | 0 | 9  | 122 | 169 | -47  |
|  | 7.   | Bayer Uerdingen | 9  | 14 | 3  | 0 | 11 | 123 | 162 | -39  |
|  | 8.   | Neukölln Berlin | 0  | 14 | 0  | 0 | 14 | 93  | 228 | -135 |

|                 | BAY   | CAN   | DUI   | ESS   | NEU   | SPA   | WAS   | WHI   |
| Bayer Uerdingen |       | 11-10 | 7-13  | 14-15 | 10-9  | 4-14  | 8-12  | 12-13 |
| Cannstatt       | 10-9  |       | 9-14  | 8-8   | 12-7  | 5-11  | 12-10 | 13-11 |
| Duisburg        | 12-5  | 17-2  |       | 26-10 | 17-7  | 9-6   | 9-8   | 16-3  |
| Esslingen       | 12-9  | 7-7   | 10-14 |       | 13-11 | 7-13  | 13-14 | 13-8  |
| Neukölln        | 8-12  | 9-11  | 2-28  | 5-13  |       | 4-17  | 7-27  | 6-10  |
| Spandau         | 13-7  | 22-4  | 14-2  | 17-5  | 16-5  |       | 12-7  | 19-6  |
| Waspo           | 9-5   | 15-3  | 8-7   | 10-6  | 24-6  | 10-11 |       | 17-8  |
| White Sharks    | 12-10 | 8-9   | 5-17  | 10-9  | 18-7  | 6-11  | 4-10  |       |

### Girone B
|  | Pos. | Squadra        | Pt | G  | V  | N | P  | GF  | GS  | DR  |
|  | ---- | -------------- | -- | -- | -- | - | -- | --- | --- | --- |
|  | 1.   | Potsdam        | 35 | 14 | 11 | 2 | 1  | 203 | 118 | +85 |
|  | 2.   | Krefeld        | 33 | 14 | 11 | 0 | 3  | 168 | 128 | +40 |
|  | 3.   | Wedding        | 26 | 14 | 8  | 2 | 4  | 140 | 112 | +28 |
|  | 4.   | Weiden         | 22 | 14 | 7  | 1 | 6  | 144 | 139 | +5  |
|  | 5.   | Plauen         | 19 | 14 | 6  | 1 | 7  | 117 | 123 | -6  |
|  | 6.   | Neustadt       | 13 | 14 | 4  | 1 | 9  | 126 | 147 | -21 |
|  | 7.   | Duisburger '98 | 12 | 14 | 4  | 0 | 10 | 108 | 152 | -44 |
|  | 8.   | Fulda          | 4  | 14 | 1  | 1 | 12 | 103 | 190 | -87 |

|                | DUI   | FUL  | KRE  | NEU   | PLA  | POT   | WED   | WEI  |
| Duisburger '98 |       | 9-4  | 6-14 | 12-8  | 3-12 | 4-12  | 8-10  | 12-9 |
| Fulda          | 14-10 |      | 9-12 | 8-8   | 8-9  | 7-23  | 9-11  | 5-9  |
| Krefeld        | 17-7  | 17-8 |      | 13-10 | 12-9 | 16-10 | 8-6   | 16-5 |
| Neustadt       | 9-5   | 13-5 | 7-11 |       | 9-6  | 9-18  | 10-4  | 9-10 |
| Plauen         | 9-10  | 9-4  | 6-9  | 16-9  |      | 7-7   | 7-12  | 5-4  |
| Potsdam        | 17-8  | 25-9 | 13-9 | 12-7  | 17-9 |       | 8-8   | 20-9 |
| Wedding        | 8-7   | 19-6 | 15-6 | 11-8  | 7-8  | 6-9   |       | 13-8 |
| Weiden         | 9-7   | 16-7 | 17-8 | 16-0  | 12-5 | 10-12 | 10-10 |      |

## Playoff e playout

### Turno preliminare
Si affrontano le ultime 4 del gruppo A e le prime 4 del gruppo B. Le vincitrici vengono ammesse al tabellone dei playoff scudetto, insieme alle prime 4 del gruppo A. Le gare concluse ai tiri di rigore presentano il risultato di parità al termine dei tempi supplementari e il risultato dopo i tiri di rigore in apice.
| Turno preliminare         | Turno preliminare | Turno preliminare | Turno preliminare | Turno preliminare | Turno preliminare | Turno preliminare |
| Gara                      | Serie             | Gara 1            | Gara 2            | Gara 3            | Gara 4            | Gara 5            |
| ------------------------- | ----------------- | ----------------- | ----------------- | ----------------- | ----------------- | ----------------- |
| Neukölln Berlin - Potsdam | 3 - 2             | 6 - 10            | 11 - 9            | 1318 - 1317       | 12 - 17           | 10 - 8            |
| Bayer Uerdingen - Krefeld | 3 - 1             | 10 - 7            | 6 - 9             | 11 - 5            | 8 - 7             |                   |
| White Sharks - Wedding    | 3 - 1             | 1013 - 1014       | 10 - 7            | 11 - 5            | 11 - 7            |                   |
| Esslingen - Weiden        | 3 - 0             | 14 - 8            | 19 - 12           | 13 - 11           |                   |                   |

### Tabellone playoff
Le squadre sconfitte nei quarti di finale lottano per stabilire la classifica finale dal 5º all'8º posto.
|  | Quarti di finale | Quarti di finale | Quarti di finale | Quarti di finale | Quarti di finale |   |          | Semifinali | Semifinali | Semifinali | Semifinali  | Semifinali  | Semifinali  | Semifinali  |             |             | Finali      | Finali         | Finali      | Finali | Finali | Finali | Finali |
|  |                  |                  |                  |                  |                  |   |          |            |            |            |             |             |             |             |             |             |             |                |             |        |        |        |        |
|  | 1                | Spandau          | 18               | 17               |                  |   |          |            |            |            |             |             |             |             |             |             |             |                |             |        |        |        |        |
|  | 8                | Neukölln Berlin  | 4                | 4                |                  |   |          |            |            |            |             |             |             |             |             |             |             |                |             |        |        |        |        |
|  | 8                | Neukölln Berlin  | 4                | 4                |                  |   | Spandau  | 14         | 23         | 20         |             |             |             |             |             |             |             |                |             |        |        |        |        |
|  |                  |                  |                  |                  |                  |   | Spandau  | 14         | 23         | 20         |             |             |             |             |             |             |             |                |             |        |        |        |        |
|  |                  |                  | Esslingen        | 4                | 1                | 2 |          |            |            |            |             |             |             |             |             |             |             |                |             |        |        |        |        |
|  | 4                | Cannstatt        | Esslingen        | 4                | 1                | 2 | 11       | 3          |            |            |             |             |             |             |             |             |             |                |             |        |        |        |        |
|  | 4                | Cannstatt        |                  |                  |                  |   | 11       | 3          |            |            |             |             |             |             |             |             |             |                |             |        |        |        |        |
|  | 5                | Esslingen        | 13               | 15               |                  |   |          |            |            |            |             |             |             |             |             |             |             |                |             |        |        |        |        |
|  |                  |                  |                  |                  |                  |   |          |            |            |            |             |             |             |             |             |             |             | Spandau        | 4           | 11     | 12     | 6      | 7      |
|  |                  |                  |                  | Duisburg         | 5                | 8 | 6        | 7          | 5          |            |             |             |             |             |             |             |             |                |             |        |        |        |        |
|  | 2                | Duisburg         | 17               | 23               |                  |   |          |            |            |            |             |             |             |             |             |             |             |                |             |        |        |        |        |
|  | 7                | Bayer Uerdingen  | 5                | 6                |                  |   |          |            |            |            |             |             |             |             |             |             |             |                |             |        |        |        |        |
|  | 7                | Bayer Uerdingen  | 5                | 6                |                  |   | Duisburg | 13         | 13         | 7          | 6           |             |             |             |             |             |             |                |             |        |        |        |        |
|  |                  |                  |                  |                  |                  |   | Duisburg | 13         | 13         | 7          | 6           |             |             |             |             |             |             |                |             |        |        |        |        |
|  |                  |                  | Waspo Hannover   | 5                | 8                | 8 | 5        |            |            |            | Terzo posto | Terzo posto | Terzo posto | Terzo posto | Terzo posto | Terzo posto | Terzo posto | Terzo posto    | Terzo posto |        |        |        |        |
|  | 3                | Waspo Hannover   | Waspo Hannover   | 5                | 8                | 8 | 5        | 11         | 12         |            | Terzo posto | Terzo posto | Terzo posto | Terzo posto | Terzo posto | Terzo posto | Terzo posto | Terzo posto    | Terzo posto |        |        |        |        |
|  | 3                | Waspo Hannover   |                  |                  |                  |   |          | 11         | 12         |            |             |             |             |             |             |             |             |                |             |        |        |        |        |
|  | 6                | White Sharks     | 8                | 3                |                  |   |          |            |            |            |             |             |             |             |             |             |             | Esslingen      | 6           | 3      |        |        |        |
|  |                  |                  |                  |                  |                  |   |          |            |            |            |             |             |             |             |             |             |             | Waspo Hannover | 16          | 13     |        |        |        |

### Tabellone 5º posto
|  | Semifinali      | Semifinali      | Semifinali |           |              | Finale          | Finale          | Finale        |  |
|  |                 |                 |            |           |              |                 |                 |               |  |
|  | White Sharks    | White Sharks    | 14         |           |              |                 |                 |               |  |
|  | White Sharks    | White Sharks    | 14         |           |              |                 |                 |               |  |
|  | Bayer Uerdingen | Bayer Uerdingen | 13         |           |              |                 |                 |               |  |
|  | Bayer Uerdingen | Bayer Uerdingen | 13         |           | White Sharks | White Sharks    | 12              |               |  |
|  |                 |                 |            |           | White Sharks | White Sharks    | 12              |               |  |
|  |                 |                 | Cannstatt  | Cannstatt | 11           |                 |                 |               |  |
|  | Neukölln Berlin | Neukölln Berlin | Cannstatt  | Cannstatt | 11           | 8               |                 |               |  |
|  | Neukölln Berlin | Neukölln Berlin |            |           |              | 8               |                 |               |  |
|  | Cannstatt       | Cannstatt       | 11         |           |              | Settimo posto   | Settimo posto   | Settimo posto |  |
|  | Cannstatt       | Cannstatt       | 11         |           |              |                 |                 |               |  |
|  |                 |                 |            |           |              |                 |                 |               |  |
|  |                 |                 |            |           |              | Bayer Uerdingen | Bayer Uerdingen | 15            |  |
|  |                 |                 |            |           |              | Bayer Uerdingen | Bayer Uerdingen | 15            |  |
|  |                 |                 |            |           |              | Neukölln Berlin | Neukölln Berlin | 10            |  |

### Tabellone playout
Le squadre vincenti i quarti di finale lottano per stabilire la classifica dal 9º al 12º posto. Le perdenti lottano per il 13º-16º posto (di cui due retrocessioni).
|  | Quarti 9-16º posto | Quarti 9-16º posto | Quarti 9-16º posto | Quarti 9-16º posto | Quarti 9-16º posto |  |  | Semifinali 9-12º posto | Semifinali 9-12º posto | Semifinali 9-12º posto |          |    | Finale 9º posto  | Finale 9º posto  | Finale 9º posto  |  |
|  |                    |                    |                    |                    |                    |  |  |                        |                        |                        |          |    |                  |                  |                  |  |
|  | 9                  | Potsdam            | Potsdam            | 12                 | 18                 |  |  |                        |                        |                        |          |    |                  |                  |                  |  |
|  | 16                 | Fulda              | Fulda              | 9                  | 13                 |  |  | Potsdam                | Potsdam                | 8                      |          |    |                  |                  |                  |  |
|  | 12                 | Weiden             | Weiden             | 7                  | 9                  |  |  | Plauen                 | Plauen                 | 13                     |          |    |                  |                  |                  |  |
|  | 13                 | Plauen             | Plauen             | 8                  | 12                 |  |  |                        |                        |                        |          |    | Plauen           | Plauen           | 12               |  |
|  | 10                 | Krefeld            | Krefeld            | 12                 | 10                 |  |  |                        |                        | Neustadt               | Neustadt | 11 |                  |                  |                  |  |
|  | 15                 | Duisburger '98     | Duisburger '98     | 8                  | 9                  |  |  | Krefeld                | Krefeld                | 7                      |          |    |                  |                  |                  |  |
|  | 11                 | Wedding            | 7                  | 12                 | 9                  |  |  | Neustadt               | Neustadt               | 8                      |          |    |                  |                  |                  |  |
|  | 14                 | Neustadt           | 9                  | 8                  | 10                 |  |  |                        |                        |                        |          |    | Finale 11º posto | Finale 11º posto | Finale 11º posto |  |
|  |                    |                    |                    |                    |                    |  |  |                        |                        |                        |          |    |                  |                  |                  |  |
|  |                    |                    |                    |                    |                    |  |  |                        |                        |                        |          |    | Potsdam          | Potsdam          | 11               |  |
|  |                    |                    |                    |                    |                    |  |  |                        |                        |                        |          |    | Krefeld          | Krefeld          | 12               |  |

#### 13º-16º posto
|  | Semifinali | Semifinali     | Semifinali     | Semifinali     | Semifinali | Semifinali | Semifinali |  |  | Finale  | Finale  | Finale  | Finale | Finale |  |
|  |            |                |                |                |            |            |            |  |  |         |         |         |        |        |  |
|  | 12         | Weiden         | 6              | 12             | 11         | 15         | 14         |  |  |         |         |         |        |        |  |
|  | 16         | Fulda          | 8              | 9              | 8          | 17         | 7          |  |  | Weiden  | Weiden  | Weiden  | 7      | 9      |  |
|  | 11         | Wedding        | Wedding        | Wedding        | 10         | 11         | 11         |  |  | Wedding | Wedding | Wedding | 7      | 11     |  |
|  | 15         | Duisburger '98 | Duisburger '98 | Duisburger '98 | 7          | 10         | 8          |  |  |         |         |         |        |        |  |